# 李寿轩
李寿轩（1906年4月22日—1984年9月22日），曾用名李汉光，乳名武泗。中国人民解放军中将，1955年获一级八一勋章、一级独立自由勋章、一级解放勋章。